# Itupeva
Itupeva este un oraș în São Paulo (SP), Brazilia.